# Gerrit van Raalten
Gerrit van Raalten (Harderwijk, 20 augustus 1797  -  Op zee bij Timor in Nederlands-Indië, 17 april 1829) was een Nederlandse preparateur ((en) : taxidermist), tekenaar en natuuronderzoeker in Nederlands-Indië.

## Biografie
Van Raalten vergezelde in 1820 als preparateur de onderzoekers van de Natuurkundige Commissie voor Nederlands-Indië Heinrich Kuhl en Johan Conrad van Hasselt en de tekenaar Gerrit Laurens Keultjes naar Java. De commissie had 's Lands plantentuin Buitenzorg als vaste verblijfplaats en organiseerde van daaruit onderzoekingsreizen door de Indische archipel en naar Nieuw-Guinea. Bij deze reizen fungeerde Van Raalten niet alleen als preparateur maar ook als administrateur en tekenaar. In 1823 kreeg hij van Godert Alexander Gerard Philip van der Capellen de opdracht om de collectie specimens die Van Hasselt had verzameld, geschikt voor verzending naar Nederland te maken. Van Hasselt was kort daarvoor overleden, nadat hij op expeditie was geweest en terugkwam met een grote collectie waardevol materiaal.
In 1827 vergezelde hij Heinrich Christian Macklot bij een tocht door de Preanger (West-Java) waar hij gewond raakte door een aanval van een Javaanse neushoorn. In 1828 was hij deelnemer, met de leden van der Natuurkundige Commissie Macklot en Salomon Müller, de plantkundige Alexander Zippelius en de tekenaar Pieter van Oort aan de expeditie naar Nieuw-Guinea via Celebes en door de Molukken naar de westkust van West-Papoea en Papoea en vervolgens terug via Timor. Op Timor bezweek eerst Ziphelius  aan tropische koortsen en later, op 17 april, Van Raalten. Hij werd begraven op Oost-Timor op het strand van de enclave Oecusse.

## Nalatenschap
Zijn nalatenschap bestaat uit het verwerken, afbeelden en opzenden van de specimens die in Nederlands-Indië werden verzameld. Het meeste hiervan wordt bewaard in Naturalis Biodiversity Center in Leiden. Hieronder zijn belangrijke illustraties en objecten zoals het type-exemplaar van de Javaanse tijger (Panthera tigris sondaica). Als eerbetoon is een door collega Salomon Müller beschreven ondersoort van de bruine kwartel (Synoicus ypsilophora raaltenii) naar hem vernoemd. Er zijn ook nieuwe vissoorten ontdekt die door hem zijn verzameld. 

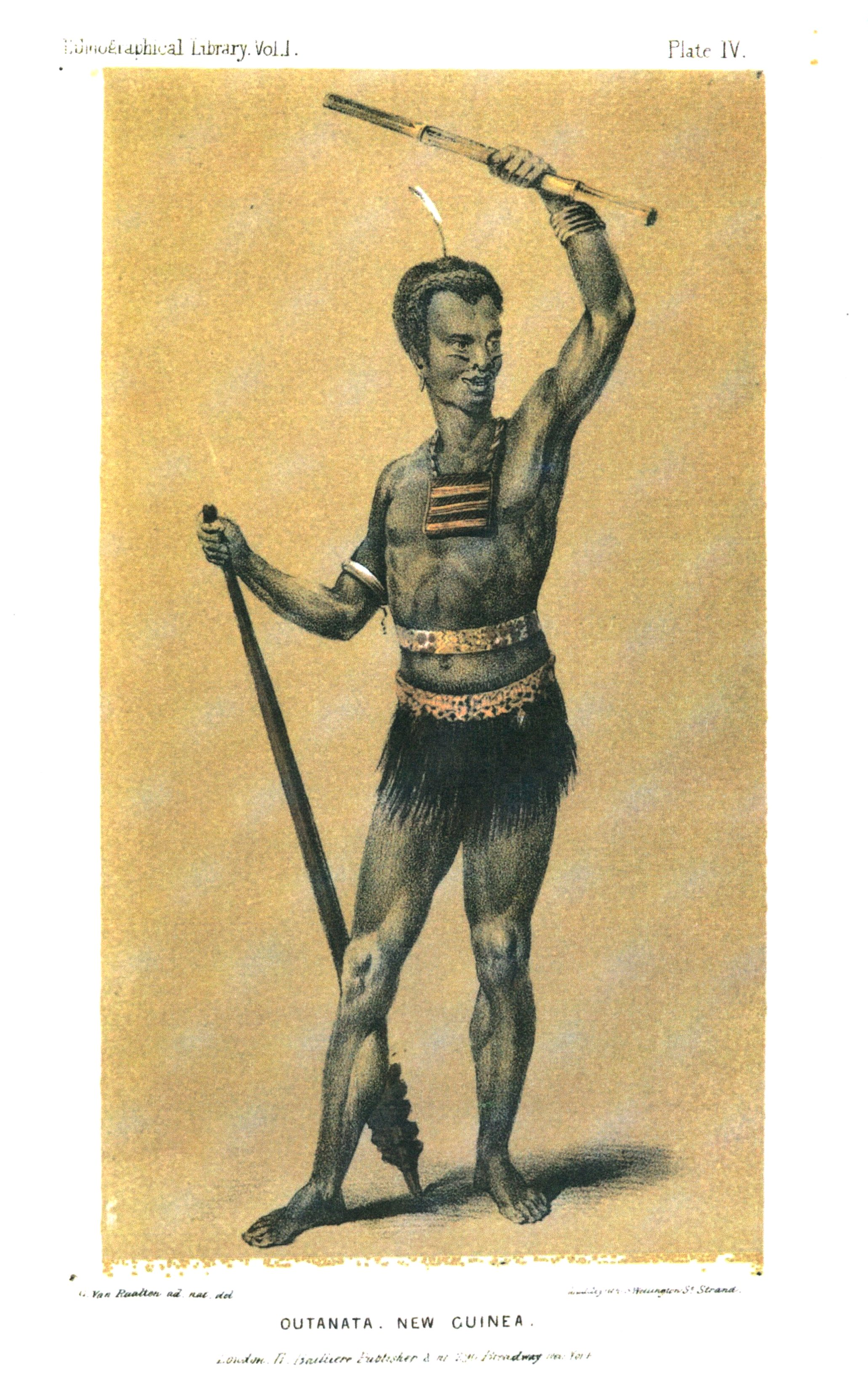
Krijger uit Outanata (Nieuw-Guinea), tekening van Van Raalten
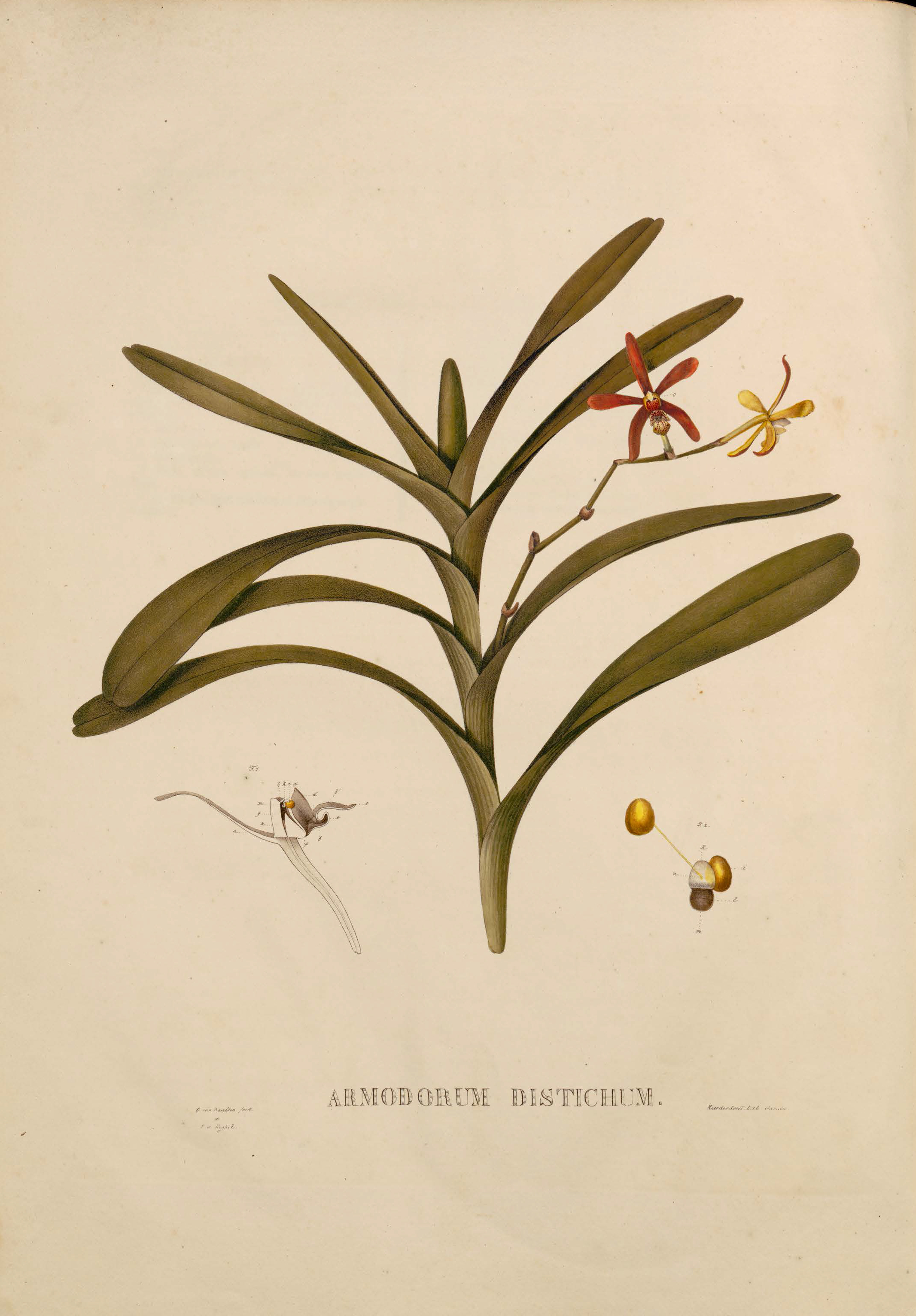
Orchide (Armodorum distichum), illustratie van Van Raalten uit 1827